# Jaime Martínez
Jaime Martínez (Carora, Estado Lara, 1963) es un oboísta, director de orquesta y compositor venezolano.

## Biografía
Inicia sus estudios musicales con su padre Juan Martínez Herrera en el seno de la Casa de la Cultura de Carora.
En 1975 comienza sus estudios de oboe con el Maestro Hernán Jerez en la Orquesta Sinfónica Infantil de Carora, la primera fundada en Venezuela en 1974, génesis del Sistema Nacional de Orquestas Juveniles e Infantiles de Venezuela.
En 1977 es miembro de la Orquesta Nacional Juvenil de Venezuela y al año siguiente obtiene por concurso la plaza de primer oboe solista en la Orquesta Sinfónica Simón Bolívar, período en el cual continúa sus estudios con el Maestro Lido Guarnieri.
En 1981 es aceptado en el le Conservatoire National Supérieur de Musique et de Danse de París; en la cátedra de oboe del Maestro Pierre Pierlot y en la de Música de Cámara del Maestro Maurice Bourgue, con quien estudia oboe en su cátedra privada.
Durante su estadía en Francia, fue oboísta de la Orquesta de Premios del Conservatorio de París, miembro de la Sinfonietta de Chambord, de la Camerata de Versalles, de la orquesta de la Comédie-Française y profesor de oboe de varios conservatorios de la región parisina.
En 1985 obtiene su diploma de Profesor Superior de Oboe homologado en España en 1995.
Ha sido oboe-solista fundador de la Orquesta Filarmónica Nacional y oboe principal de la Bilbao Orkestra Sinfonikoa, en el País Vasco.
En 1999, gana por concurso de credenciales el cargo de profesor de postgrado de la cátedra de oboe, en la maestría en música que se imparte en la Universidad Simón Bolívar.
Jaime Martínez ha sido pionero en la introducción del oboe como solista, en la ejecución de la música popular venezolana, formó parte del Grupo Onkora y de Ensamble Gurrufío. Ha contribuido al desarrollo del mismo en la música contemporánea latinoamericana, estos aportes están representados en la grabación de varios CD’S.
En el 2004 gana el Segundo Premio del Concurso de Solistas Aldemaro Romero con el Concierto para Oboe y Orquesta que el Maestro le dedicara en el 2003.
Fue director general Sectorial de Artes Auditivas del Consejo Nacional de La Cultura (CONAC) desde noviembre de 2004 a julio de 2005 y Presidente Encargado de la Fundación Orquesta Filarmónica Nacional desde enero del mismo año a mayo de 2007.
En el 2006 concluye la concepción del Proyecto de creación de la Fundación Compañía Nacional de Música.
En abril de 2007 crea, coproduce y se desempeña como jurado del Primer Concurso Nacional de Interpretación Musical Capítulo Oboe y Bandola, actuando como solista y director,del mismo año abre su propia Academia de Música con la enseñanza esencialmente del oboe y en diciembre junto a sus hijos, el joven guitarrista Humberto De Lucía y su segundo hijo Juan Andrés Martínez, maraquero y percusionista funda la agrupación “Los Músicos del Calvario” dedicada esencialmente a la música renacentista y barroca, realizando el concierto inaugural a beneficio de la emblemática Capilla del Calvario Carora, fundada en 1787.
En 2008 crea el Friedman Festival dedicado a la música de cámara en honor al centenario del Maestro Emil Friedman, es invitado a formar parte del prestigioso Octeto Académico de Caracas como primer oboe y en agosto del mismo año crea y coproduce el Campamento Música y  Naturaleza para niños y jóvenes en La Estación Bajo Seco, cercana a La Colonia Tovar.
En enero de 2009, funda  la cátedra experimental de oboe Hernán Jerez en homenaje a su primer maestro como extensión de la Academia que lleva su nombre, y en julio decide que la cátedra de oboe que dirige en Caracas lleve el nombre de Lido Guarnieri, su segundo maestro. El 18 de julio funda y  dirige el concierto inaugural de la Orquesta de Cámara Caroreña, en agosto dirige el II Campamento Música y Naturaleza, y en octubre dirige con la Orquesta de Cámara Caroreña el concierto académico inaugural del XV Concurso Internacional de Guitarra Alirio Díaz con sede en Carora.
En mayo de 2010 presenta por primera vez en Venezuela el catálogo op.6 completo de Arcangelo Corelli dirigiendo sus 12 Concerti Grossi junto a los Virtuosi de Caracas.
En 2011, funda junto a destacados músicos de su pueblo la agrupación de música popular venezolana Carora en Concierto en la cual produce, dirige, compone, arregla y toca. Produce las giras a Francia de 2011, presentándose en la región lionesa junto a músicos de la Orquesta Nacional y del Conservatorio Superior de Música de Lyon, en Lentilly, en Crolles y en Marsella, donde participó en las primeras jornadas departamentales de las orquestas de escuelas públicas para realizar conciertos didácticos sobre la música y los instrumentos tradicionales venezolanos, y talleres prácticos con los niños de dichas escuelas. En mayo de 2012, fue junto a Carora en Concierto a México en gira oficial para representar a Venezuela en la Feria de las Culturas Amigas, fueron siete conciertos en diversos espacios de la citada feria, en la Universidad Nacional Autónoma (UAM) sede Xochimilco y en la Universidad Nacional Autónoma de la Ciudad de México (UNAM) sede Iztapalapa. A su regreso, graba, dirige y produce el CD de Carora en Concierto “El Diplomático”. En 2013, se presenta junto a Carora en Concierto en la segunda gira de la agrupación por Francia en conciertos, residencias y talleres didácticos. En 2014, produce y dirige el segundo CD “ Ida y Vuelta, Aller-Retour” de Carora en Concierto y se presenta en París y otras 17 ciudades francesas. En marzo de 2015, toca el concierto de Mozart con la Sinfónica Municipal de Caracas y en julio de ese mismo año, presenta un recital en el Bolivar Hall Cultural Canter de música barroca europea y música latinoamericana junto a Los Músicos del Calvario. En noviembre de 2016 es invitado como Maestro Internacional por Latinoamérica a la primera Academia Nacional de Oboe de Bogotá, junto a Maestros de la talla del oboísta y pedagogo suizo Emanuel Abbühl y Sebastián Giot, Oboísta principal de la Orquesta de Estrasburgo, donde se presentó en  el recital inaugural con música electroacústica y música popular de raíz tradicional venezolana. En agosto de 2017, fue invitado como Maestro al 1.er Encuentro de Oboístas de Manizales actuando como solista con la Orquesta Sinfónica de Caldas. En octubre de 2018, fue invitado como Maestro, recitalista y conferencista a la 2.ª Academia Nacional de Oboe de Bogotá. En mayo de 2019 fue invitado a tocar el Concierto para Oboe de Mozart con la Orquesta Sinfónica de Antioquia. En 2020, en época de pandemia ha tenido una intensa actividad como compositor y arreglista de productos didácticos para la Orquesta Filarmónica de Medellín, arregló el cuento musical « Pedro y el Lobo » de Prokófiev para octeto de vientos madera y un percusionista, musicalizó tres fábulas del escritor y poeta colombiano Rafael Pombo, arregló para solo 14 músicos Sherezade de Rimsky Korsakov, sobre textos del escritor y musicólogo español Fernando Palacios, y recientemente se realizó el estrenó mundial de su obra la Leyenda de la Madremonte, en donde compuso la música y escribió el guion, destacando los valores de la cultura antioqueña y colombiana, obra ganadora de la convocatoria de estímulos para el arte y la cultura 2020 de la Secretaría de Cultura Ciudadana de la Alcaldía de Medellín en el apartado de concientización del medio ambiente y la biodiversidad. Igualmente junto a otros compañeros de Filarmed, funda el Tepuy Ensamble de música colombo-venezolana de raíz tradicional y el Ensamble Aru, cuarteto de dobles cañas junto a sus compañeros de la fila de oboes y el Maestro Oscar García, principal de fagotes.
Desde el 1 de agosto de 2015 esta radicado en Colombia como oboísta principal de la Orquesta Filarmónica de Medellín. Desde septiembre de 2016 se desempeña como profesor de oboe de la Universidad EAFIT en pregrado y postgrado. Jaime Martínez toca un oboe “Royal”, modelo conservatorio, llaves doradas de la casa F.Lorée

## Obras venezolanas dedicadas
- 1988, A la luz del encanto de Ricardo Teruel.
- 1988, Irreverencias de Diana Arismendi.
- 1988, Praeludium de Víctor Varela.
- 1991-92 Lyrica de Alfredo Del Mónaco.
- 1993, Lasciatemi Morire de Juan Francisco Sans.
- 1994, Aire de Seis, Concierto para Oboe de Pedro Mauricio Gonzáles.
- 1996, Concierto para Oboe y Cuerdas de Efraín Arteaga.
- 2003, Concierto para Oboe y Orquesta de Aldemaro Romero.
- 2004, Concierto para Oboe y Orquesta de Raimundo Pineda.

## Actividad como compositor
- 1998, “Hipnosis” para oboe, sección de cellos y contrabajos reales o virtuales "General Midi" y caja multiefectos
- 2000, Arreglo y orquestación del Concierto para Oboe de A. Pasculli sobre temas de la ópera “La Favorita”.
- 2011, Cantata Caroreña para barítono narrador, coros mixtos y orquesta (pendiente de estreno)
- 2015, El Merengue de Babel para orquesta (pendiente de estreno)
- 2017, Adaptación del guion y arreglo para Ensamble de Vientos-Madera y Percusión de "Pedro y el Lobo" cuento musical para niños de Serguéi Prokófiev
- 2020, Fábulas de Rafael Pombo para Ensamble de Cámara (Juan Matachín, Rín Rín Renacuajo y Simón el bobito)
- 2020, Arreglo de Scherezade de Rimski-Kórsakov sobre el guion del escritor y musicólogo español Fernando Palacios
- 2020, La Leyenda de la Madremonte para Ensamble orquestal, autor del guion y la música
- 2021, La Llorona, Cantata para Soprano, Mezzosoprano, Narradora, y Orquesta, autor del guion y la música

### Música venezolana de raíz tradicional
- 1989, Polo con Variaciones.
- 1991, Linterna, Pájaros y Río (Merengue venezolano).
- 1991, ¿Perfume Tal Vez? (Canción-Merengue).
- 1991, Adiós a un venezolano (Tonada-Pasaje).
- 1992, Al Final de la Escalera (Joropo Cromático).
- 1998, Tributo al Sol (Joropo)
- 1998, Vals para Romelia (Vals-Canción)
- 1998, Dinira (Merengue)
- 1999, Caruao (Pasaje)
- 1999, El Sonámbulo (Merengue)
- 1999, Gozando un Tuyero (Joropo Tuyero)
- 2002, Polo Barroco.
- 2010, Merengue en train de Lyon a Marseille (Merengue)
- 2011, El Diplomático (Merengue-Pasaje), Letra y Música
- 2011, Rancho Temprano (Tonada-Zumba que Zumba) Letra y Música
- 2020, Venezziola, ( Pajarillo con un toque veneciano) para cuarteto de dobles cañas

## Condecoraciones
- 1991, Orden José Félix Ribas en primera clase, categoría Música.
- 1992, Reconocimiento de la municipalidad de Carora, por su “trabajo creador y sus luchas por las nuevas generaciones torrenses.
- 2001, Orden Andrés Bello en primera clase como miembro del Ensamble Gurrufío.
- 2006, Orden Alirio Díaz en su única clase.